# Parafia Matki Bożej Częstochowskiej w Wilamowie
Parafia Matki Bożej Częstochowskiej w Wilamowie – parafia rzymskokatolicka w diecezji elbląskiej. Erygowana w 1322 roku, reerygowana w 1958 roku przez administratora warmińskiego Tomasza Wilczyńskiego.
Do parafii należą wierni z miejscowości: Wilamowo, Dobrocin, Dobrocinek, Ględy, Kiełkuty, Kozia Wólka, Naświty, Wilamówko, Wola Kudypska. Tereny te znajdują się w gminie Morąg oraz w gminie Małdyty w powiecie ostródzkim w województwie warmińsko-mazurskim. 
Kościół parafialny w Wilamowie został wybudowany w latach 1754–1755, poświęcony w 1945 roku.

## Proboszczowie
- 2002–2014 – ks. Marian Laban SVD
- 2014–2018 – ks. Jarosław Suchomski SVD (zm. 2018)
- 2018–2022 – ks. Sławomir Bela SVD
- od 2022 – ks. Edward Węgrzyn SVD[1]